# Devyn Nekoda
Devyn Nekoda, född 12 december 2000 i Brantford i Ontario, är en kanadensisk skådespelare.
Nekoda har bland annat medverkat i TV-serierna Utopia Falls från 2020 och Backstage (2016–2017). Hon har även medverkat i filmen Scream VI från 2023.

## Filmografi (i urval)
- 2016–2017: Backstage
- 2020: Utopia Falls
- 2021: Ginny & Georgia
- 2023: Scream VI